# Mente universal
La mente universal o consciencia universal es un concepto filosófico y espiritual que se refiere a una conciencia o inteligencia cósmica que lo abarca todo. Es la idea de que existe una mente colectiva o fuente de conocimiento que conecta a todos los seres vivos, trascendiendo lo individual. En algunas tradiciones espirituales o metafísicas, se considera que esta mente universal es el origen de toda creación y de la sabiduría que guía al universo.
En la filosofía de Platón, por ejemplo, se podría ver algo parecido en su teoría de las ideas o formas, donde existe un mundo perfecto de ideas al que accede la mente humana a través de la reflexión y la razón. En corrientes más místicas o esotéricas, como el panteísmo o el Nuevo Pensamiento, la mente universal es entendida como la totalidad del ser o el pensamiento divino, y cada individuo es una manifestación de esa mente.
Un concepto relacionado pero diferente es el pansiquismo, una teoría filosófica que propone que la conciencia o la mente no se limita solo a los seres humanos o animales, sino que está presente en todas las cosas, incluso en objetos inanimados como rocas, planetas o átomos. Y el anima mundi, con la que los antiguos griegos se referían a un alma compartida o fuerza rectora del universo.
Por último, cabe señalar también el concepto de consciencia cósmica descrito por algunos autores como un grado superior de consciencia o estado mental al que pueden acceder las personas.

## Perspectiva
El concepto "Mente universal" es interpretado de varias maneras. En "The Huang Po Doctrine of Universal Mind", escrito alrededor de 857 CE, la escuela budista considera que la idea mental está desconectada del alma.

Chu Ch’an says, “Universal mind, therefore, is something to which nothing can be attributed. Being absolute, it is beyond attributes. If for example, it were to be described as infinite, that would exclude from it whatever is finite, but the whole argument of the book is that universal mind is the only reality and that everything we apprehend through our senses, is nothing else but this mind. Even to think of it in terms of existence or non-existence is to misapprehend it entirely.” pp. 8-9
 

El filósofo pre-socrático Anaxágoras introdujo un concepto similar alrededor de 480 a. C.. Siendo maestro de Pericles, quién defendió a Anaxágoras de los conservadores religiosos, propuso que el nous es una creación de la mente hacia "todas las cosas". Además que el nous (la mente) está afinado al cosmos para que los humanos se conectaran con ella, es decir, entraran a un camino divino.
El término fue aplicado también por Hegel, aunque propuso relacionar las etapas de la mente y la conexión del alma:

The sphere of education is the individuals only: and its aim is to bring the universal mind to exist in them. But in the philosophic theory of mind, mind is studied as self−instruction and self−education in very essence; and its acts and utterances are stages in the process which brings it forward to itself, links it in unity with itself, and so makes it actual mind.

## Conceptos
Ernest Holmes, fundador del movimiento Ciencia de la Mente, describe a la mente universal como:

"The Universal Mind contains all knowledge. It is the potential ultimate of all things. To It all things are possible."

El autor Charles Haanel describe a la mente universal y su relación humana:

" The Universal Mind, being infinite and omnipotent, has unlimited resources at its command, and when we remember that it is also omnipresent, we cannot escape the conclusion that we must be an expression or manifestation of that Mind. A recognition and understanding of the resources of the subconscious mind will indicate that the only difference between the subconscious and the Universal is one of degree. They differ only as a drop of water differs from the ocean. They are the same in kind and quality, the difference is one of degree only."

La mente universal se caracteriza por ser omniscente, omnipotente y omnipresente.

## Lamente universaly lamente humana
Existe una relación entre la mente universal y la mente humana. Personalidades como Anaxagoras, Imhotep, Emerson y Weor han citado a la mente humana como extensión de la mente universal, la cual es de naturaleza receptiva pasiva. Tal caso, la mente humana es reactiva y se recrea por medio de la meditación para estar en equilibrio con la mente universal.